# Ставр Годинович
Ставр Годи́нович — былинный персонаж, в наиболее известной версии — черниговский боярин.
В былине, именуемой обычно сказителями по его имени («ста́рина про Ста́вра»), он играет роль чисто страдательную; действительным героем былины является его жена — Василиса Микулишна (старшая дочь былинного богатыря Микулы Селяниновича).

## Сюжет былины
На пиру у Владимира — Красна Солнышка заезжий боярин Ставр похваляется своей молодой женой. За оскорбительный тон этой похвальбы Ставр посажен князем в погреба глубокие.
Узнав об этом, жена Ставра, Василиса Микулишна, одевается в мужское платье, набирает дружину и едет к Владимиру. Явившись в Киев, Василиса выдаёт себя либо за сына короля Ляховитского, либо, в другой редакции былины, за грозного татарского посла, требующего уплатить дань за 12 лет. В обоих случаях происходит также сватовство за дочь (или племянницу) князя Владимира, которая одна узнаёт в чужеземном богатыре женщину и делится своими подозрениями с князем.
Все испытания, которым подвергают Василису, проходят для неё удачно, после чего устраивается свадьба. Но молодой муж на свадебном пиру сильно грустит, и Владимир, желая развлечь его, зовёт гусельников. Те играют недостаточно весело; тогда вспоминают про Ставра, чудесно игравшего на гуслях, выпускают его из погреба и приводят на пир. Василиса Микулишна делает Ставру разные намёки, но тот не догадывается, с кем имеет дело; тогда она уводит его с пира «посмотреть дружинушку хоробрыя»; объяснение с помощью традиционных метафор свайки и кольца происходит в поле, где она надевает женское платье. Затем оба возвращаются и объясняют Владимиру его заблуждение. Пристыжённый князь признаёт, что Ставр не напрасно хвастал молодой женой.

## Происхождение сюжета
Заточение Ставра князем Владимиром — исторический факт 1118 года: в Новгородской первой летописи кратко и неясно сообщается о каких-то беспорядках в Новгороде, вызвавших гнев Великого князя Владимира Мономаха. Из контекста ясно, что Мономах устроил полномасштабное следствие в Киеве, вытребовав туда всех новгородских бояр; большая часть была отпущена, а признанные виновными в беспорядках заточены, а с ними и сотский Ставр (вина которого летописцем не указывается).
Кроме того, имя боярина Ставра Гордятинича (не Годиновича!) упомянуто в одном из граффити XII века на стенах Киевского Софийского собора.
Предполагается, что вскоре после 1118 года в Новгороде сложилась песня про Ставра, сидящего в погребах глубоких. К этой песне впоследствии мог присоединиться «бродячий» фольклорный сюжет о верной жене, выручившей из большой беды своего мужа. Таким образом, в целом былина о Ставре Годиновиче представляет собой вариант общераспространённого в европейской народной литературе сюжета о девушке-воине, которая освобождает брата или мужа, подвергается испытаниям и т. д.

## В мультфильмах
По мотивам былины снят мультфильм Василиса Микулишна (1975; СССР). Режиссёр Роман Давыдов. Ставра озвучивает Анатолий Васильев.